# Bruno Bernhard Heim
Pour les articles homonymes, voir Heim.
Bruno Bernhard Heim, né le 5 mars 1911 à Olten dans le canton de Soleure et mort dans la même commune le 18 mars 2003, fut le premier nonce apostolique auprès de la Cour de St-James, en Grande-Bretagne, depuis la Réforme.

## Biographie
Il est connu comme étant un des plus éminents connaisseurs et peintres héraldistes du Vatican.
Il a créé les armoiries de quatre papes (de Jean XXIII à Jean-Paul II) et a écrit cinq livres importants sur l'héraldique.
Il était membre de l'Académie internationale d'héraldique.

## Succession apostolique
Bruno Bernhard Heim a ordonné les évêques suivants :
- Évêque John Edward Taylor (en), O.M.I. (1962)
- Cardinal George Basil Hume, O.S.B. (1976)
- Archevêque Maurice Noël Léon Couve de Murville (1982)

## Publications
- Wappenbrauch und Wappenrecht in der Kirche, Olten, 1947.
- Coutumes et Droit Héraldiques de l'Église, Paris 1949, réédition 2012  (ISBN 978-2-7010-1995-6). Prix Lange de l’Académie française en 1950.
- Armorial: Armorial Liber Amicorum, 1981.
- Heraldry in the Catholic Church: Its Origins, Customs, and Laws, New Jersey: Humanities Press Inc, 1978.
- Or and Argent, Gerrards Cross, Buckinghamshire, England, Royaume-Uni, Van Duren, 1994.
- Jean XXIII Témoignage pour l’histoire, témoignage, Gunnar Riebs, Éditions Mols, 2014